# Maryam d'Abo
Maryam d’Abo (* 27. prosince 1960, Londýn) je anglická herečka, známá díky své roli Bond girl Kary Milovy v bondovce Dech života z roku 1987.

## Osobní a profesní život
Příjmení d’Abo má původ ve švédském pojmenování finského města Turku, které zní Åbo. Je dcerou gruzínské matky a nizozemského otce, vnučkou gruzínského generála Giorgie Kvinitadzeho a tetou herečky Olivie d’Abo. Absolvovala Londýnské dramatické centrum (Drama center London) a nastoupila hereckou kariéru. V mládí začala pracovat v modelingu a v současnosti[kdy?] má kontrakt u známé modelingové agentury Models 1.
Poprvé se ve filmu objevila v roce 1983. Zahrála si francouzskou au pair ve sci-fi XTRO. Další Francouzku ztvárnila ve snímku Bílé noci, kde hrála po boku Michaila Baryšnikova a Isabelly Rossellini.
V roce 1987 byla obsazena do své nejznámější role, která ji proslavila. V bondovce Dech života z roku 1987 byla jemnou československou čelistkou Karou Milovy, která paralelně pracovala pro sovětskou tajnou službu jako odstřelovačka. V Bratislavě se setkala s Jamesem Bondem a následně se do něj zamilovala.
V roce 1987, kdy se uskutečnila premiéra bondovky, nafotila sérii nahých fotografií pro zářijové vydání časopisu Playboy. Následovaly další role. Roku 2002 se objevila v adaptaci románu Doktor Živágo, kde hráli i čeští herci. Další rok ztvárnila postavu královny Hekuby ve snímku Helena Trojská. Poté přišla menší postava v ponurém francouzském filmu Peklo (2005), vedle Emmanuelle Béart a ex-Bond girl Carole Bouquetové.
Je spoluautorkou knihy Bondovy dívky jsou věčné (Bond Girls Are Forever), kterou následoval stejně zaměřený dokumentární film, ve kterém hrála průvodkyni dalších Bond girls.

## Herecká filmografie

### Televize, film
- 2009 – Dorian Gray
- 2006 – Princ a já 2 (video film)
- 2005 – Peklo
- 2004 – San Antonio
- 2004 – Trespassing
- 2003 – Helena Trojská (televizní film)
- 2002 – Doktor Živago (televizní film)
- 2001 – Úkol zabít
- 1998 – Já se změním!
- 1997 – Americká trojka
- 1997 – Savage Hearts
- 1997 – So This Is Romance?
- 1996 – Timelock
- 1995 – Samota pro dva
- 1994 – Double Obsession
- 1994 – Profesor odchází / Browningův překlad
- 1994 – Ukradené štěstí
- 1993 – Red Shoe Diaries 3: Another Woman’s Lipstick (video film)
- 1993 – Tomcat: Dangerous Desires
- 1993 – Tropical Heat
- 1992 – Leon the Pig Farmer
- 1992 – Smrtelný sport / Shootfighter 1: Smrtelný sport
- 1991 – Money
- 1991 – Nesmrtelné hříchy
- 1990 – Les Cadavres exquis de Patricia Highsmith (TV seriál)
- 1990 – Nightlife (televizní film)
- 1990 – Not a Penny More, Not a Penny Less (televizní film)
- 1988 – Honba za xenomorfem (televizní film)
- 1988 – Something Is Out There (televizní seriál)
- 1987 – Dech života
- 1987 – Les Idiots (televizní film)
- 1986 – Nepolapitelná Tracy (televizní seriál)
- 1985 – Arthur the King (televizní film)
- 1985 – Behind Enemy Lines (televizní film)
- 1985 – Bílé noci
- 1985 – Vzpomínky na Afriku
- 1984 – Až do září
- 1984 – Master of the Game (televizní seriál)
- 1983 – XTRO

### Dokumentární
- 2002 – Bondovy dívky jsou věčné (televizní film)
- 2002 – James Bond: A BAFTA Tribute (televizní film)
- 2000 – Inside The Living Daylights (video film)
- 1999 – And the Word Was Bond
- 1999 – Příběh Jamese Bonda (televizní film)